# Clipping
Clipping es una voz inglesa que se traduce como recorte. En español se utiliza clipping o press clipping para designar la actividad de seleccionar los artículos o recortes de prensa en los que una empresa determinada ha aparecido en forma de noticia.
Con el actual desarrollo de los medios informativos, en la era de la sociedad de la información, el clipping se puede realizar ya no solo en formato papel, sino también digitalizado. La importancia de esta acción de comunicación se ve incrementada con el desarrollo de Internet y la aparición del fenómeno Blog.
En los albores de Internet era menos determinante el control de estos parámetros en las organizaciones, pero según estudios de diversas universidades estadounidenses, el clipping es hoy una de las principales labores de los departamentos y empresas de comunicación.

## Importancia en las organizaciones
Para Stuart Finlay, «el fenómeno blog ha provocado que en Internet se valore la opinión que un cliente ha tenido sobre el uso de tu producto más que tu propia web oficial, sencillamente porque ese blog recibe al día una enorme cantidad de visitas». Por ello, las organizaciones invierten en adquirir control sobre toda esa información voluntaria que aparece en la web y que tiene incidencia real en la decisión de compra de muchos clientes.[cita requerida]
Lourdes Carrasco, experta en Relaciones Públicas de la consultora Clipping RRPP afirma a su vez que «el trabajo de Clipping ha crecido de forma exponencial en volumen por virtud de internet, pero también ha crecido en importancia cualitativa, porque en Internet la marca puede aparecer asociada a términos indeseables».[cita requerida]

## Valor real del clipping en las empresas
Mariola García Uceda, en su libro Las claves de la publicidad afirma que el valor real de la imagen de una empresa es un intangible de la misma. Sin embargo, el clipping puede ayudar a trazar y cuantificar el precio de una marca en el mercado.[cita requerida]
Cada aparición en prensa tiene un precio. Una noticia no es lo mismo que un anuncio, sin embargo ocupa tiempo en televisión y radio, espacio en la prensa e internet... Es por ello que las organizaciones encaminan sus esfuerzos a las relaciones públicas como motor capaz de generar apariciones en los medios de comunicación.[cita requerida]
El clipping, como recolector de todas esas apariciones, permite igualar la cifra de esas apariciones sobre la tarifa publicitaria, y por tanto calcular el valor monetario de la aparición. Sin embargo, existen valores añadidos relativos a no ser un anuncio sino una noticia.[cita requerida]
Desde los círculos académicos se señala el background publicitario que posee el ciudadano como un handicap de la publicidad, frente a la noticia que redacta el periodista; figura que aparece ante el ciudadano relacionada con el progreso, la veracidad, el derecho de información, la libertad de expresión...[cita requerida]